# Советский район (Гомель)
Советский район (бел. Савецкі раён) — административно-территориальная единица (городской район) в составе города Гомеля Республики Беларусь.
Расположен в юго-западной части Гомеля. Образован в 1973 году за счёт разукрупнения Железнодорожного, Новобелицкого и Центрального районов. Площадь 5136,24 гектаров. Население более 177000 человек (что составляет 37% всего населения). 

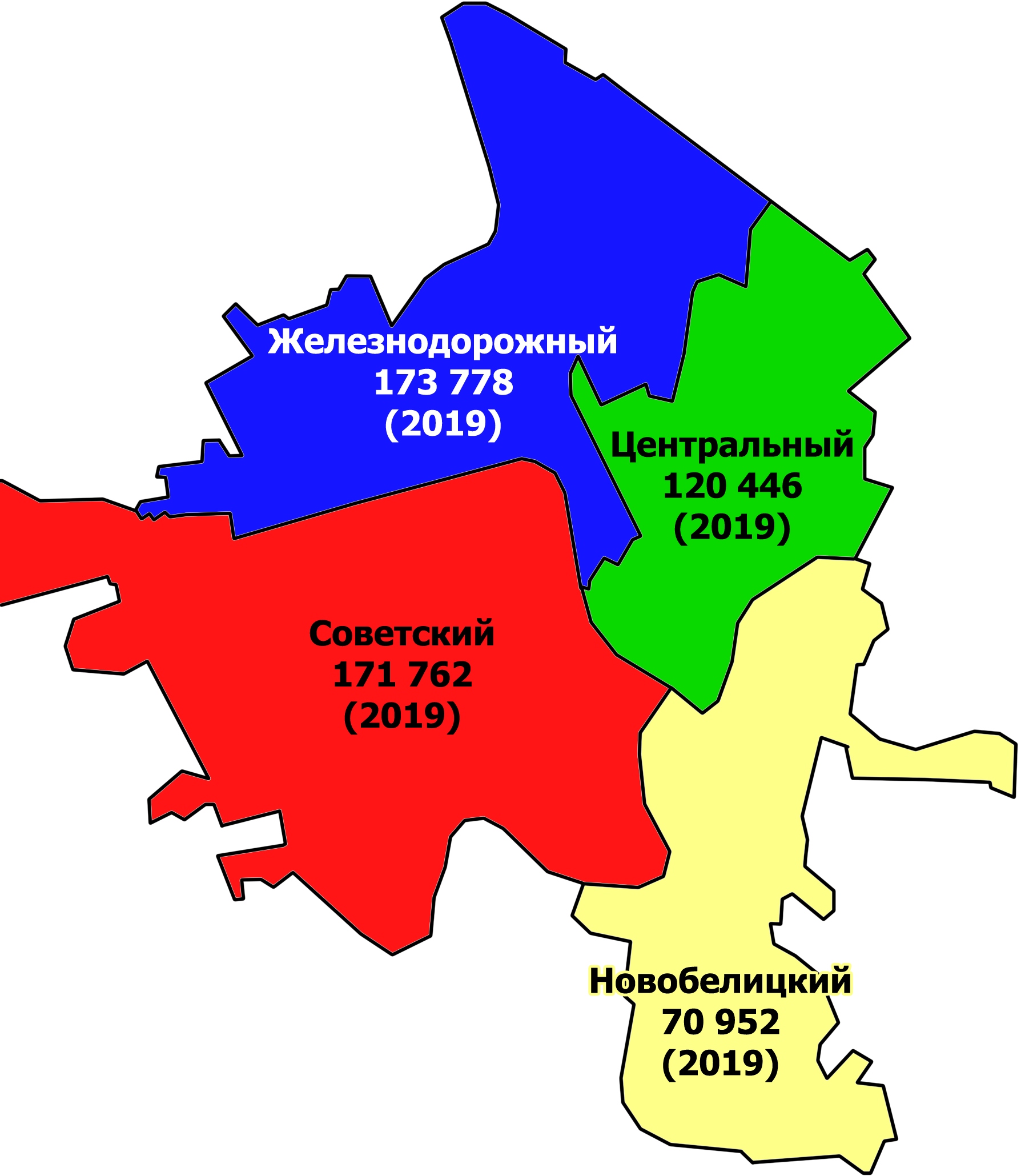
Районы Гомеля. Советский район выделен красным

Управление осуществляется администрацией Советского района г. Гомеля. 

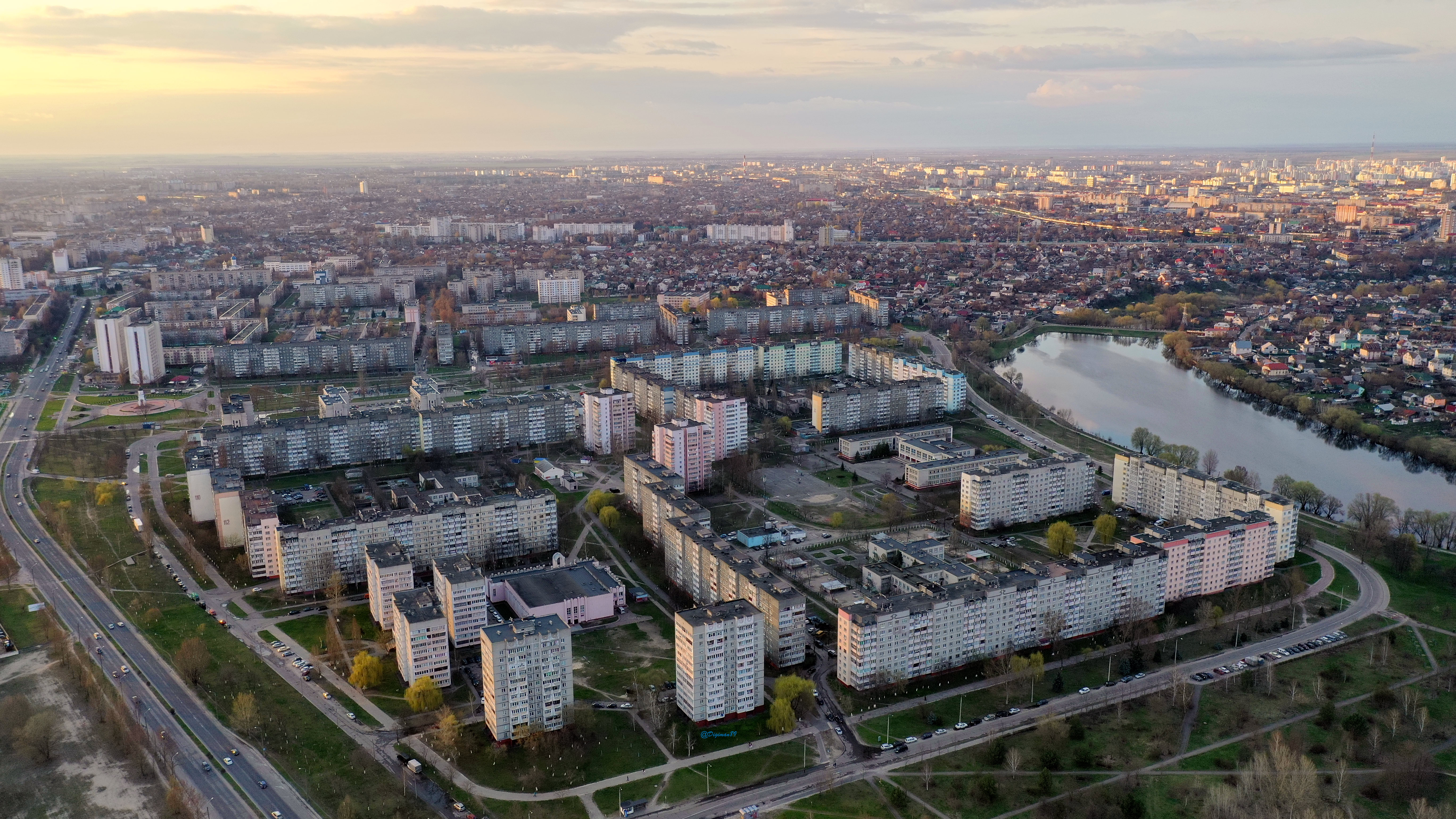
Вид с воздуха на Любенский микрорайон (5а)

Адрес администрации: 246027, г. Гомель, пр-т Речицкий, 6.

## Улицы

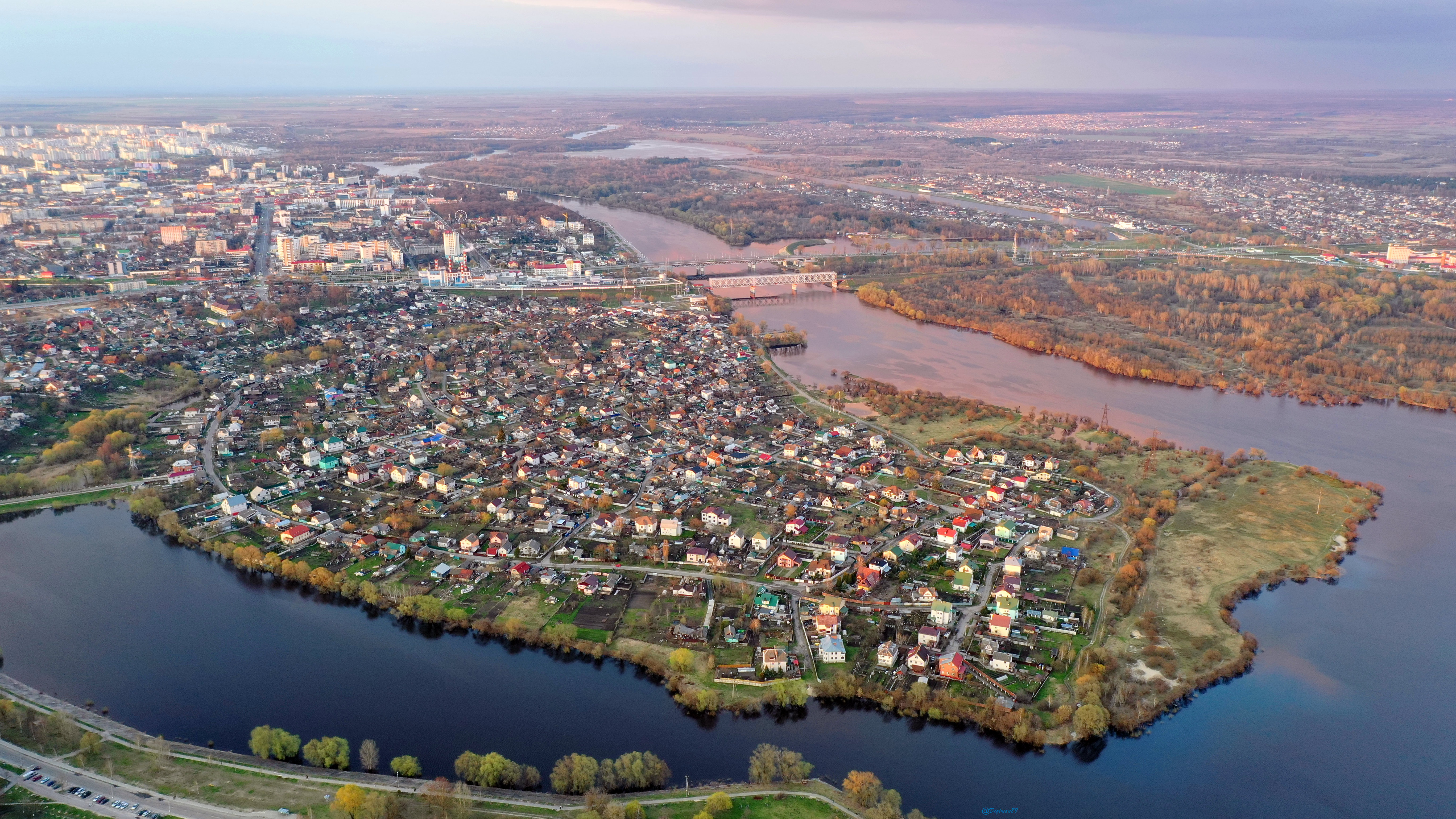
Вид с воздуха на частный сектор в микрорайоне Монастырек

Основные улицы района — вытянутые в субмеридиональном направлении Речицкий проспект, улица Барыкина и проспект Октября, в субширотном направлении — улица Богдана Хмельницкого.
В районе имеется 196 улиц. Протяжённость дорог — 172 километра. Площадь зелёной зоны — 671,1 гектара; 3 парка и 22 сквера. Крупнейший водоём (кроме реки Сож) — Любенское озеро.

## Промышленность
Промышленность района — 37 крупных промышленных, 58 строительных организаций, 13 транспортных и 12 предприятий энергетики, 5 — нефтяной и газовой промышленности, 10 организаций перерабатывающей промышленности и сельского хозяйства. Крупнейшие промышленные предприятия района: ОАО «Гомельский химический завод»; ОАО «Гомельский литейный завод «Центролит»; ЗАО «Гомельский вагоностроительный завод», ОАО «Гомельский завод пусковых двигателей имени П. К. Пономаренко».

## Социальная сфера
Комплекс медицинских и лечебно-профилактических учреждений — 2 больницы, 4 филиала Гомельской центральной городской поликлиники, 2 филиала Гомельской городской детской поликлиники, Гомельская центральная городская стоматологическая поликлиника, 4 областных диспансера, 1 консультативно — диагностическая офтальмологическая поликлиника, 1 санаторий- профилакторий.
Объекты сферы культуры района: 2 дворца культуры, 8 библиотек, 2 музыкальных школы, 1 кинотеатр «Октябрь».
Спортивно-оздоровительная и учебная база района: 2 стадиона, 3 плавательных бассейна, 79 спортивных залов, 175 спортивных площадок, 24 стрелковых тира, 11 спортивных детско-юношеских школ.

## В Советском районе расположены
- 4 высших учебных заведения (Гомельский государственный технический университет имени П. О. Сухого, Гомельский филиал Международного университета «МИТСО», Белорусский торгово-экономический университет потребительской кооперации, Гомельский инженерный институт МЧС Республики Беларусь)
- 3 профтехучилища,
- 21 общеобразовательная школа,
- 1 колледж,
- 1 лицей,
- 5 гимназий,
- 43 детских дошкольных учреждения.

В районе установлены памятники Н. Островскому, Б. Хмельницкому, Т. Шевченко, Я. Купале, Мемориальный комплекс памяти погибших воинов — интернационалистов, Курган Славы с Вечным Огнём, множество декоративных скульптурных композиций.
Издаются газета «Советский район» и Гомельский городской журнал «Белка».